# Пиринець
Пири́нець (болг. Пиринец) — село в Тирговиштській області Болгарії. Входить до складу общини Антоново.

## Населення
За даними перепису населення 2011 року у селі проживали 14 осіб.
Національний склад населення села:
| Національність   | Кількість осіб | Відсоток |
| ---------------- | -------------- | -------- |
| болгари          | 9              | 69,2%    |
| турки            | 4              | 30,8%    |
| цигани           | 0              | 0%       |
| інша             | 0              | 0%       |
| не визначились   | 0              | 0%       |
| Всього відповіли | 13             |          |

Розподіл населення за віком у 2011 році:
Динаміка населення: